# Жул Боканде
Жул Франсоа Боканде (25 ноември 1958 г. – 7 май 2012 г.) е сенегалски професионален футболист, който играе като нападател. Боканде е смятан за един от най-добрите футболисти на Западна Африка за всички времена и е обявен за легенда на африканския футбол от КАФ през 2009 г.

## Кариера

### Клубна
Боканде е един от първите сенегалски футболисти във Франция и е най-добрият голмайстор на Лига 1 през сезон 1985–86 с 23 гола.

### Международна
Жул Боканде участва с националния отбор на Сенегал в три издания на Купата на африканските нации през 1986, 1990 и 1992 г.

### Европейска
В Европа сенегалският международен нападател играе последователно в Тоурани (белгийски D3), след това в Серен Юнайтед(белгийски D1), преди да се присъедини към френското първенство: ФК Мец, ПСЖ, Ница и Ланс. Той взима участие в едно от най-големите подвизи на френския футбол и Купата на носителите на европейски купи, квалификацията на ФК Мец срещу ФК Барселона благодарение на победата с 4-1 над каталунска земя, въпреки загуба на първия мач с 4-2. Жул Боканде завършва кариерата си на играч в Белгия в Аалст през 1993 г. През 1988 г. той е поканен на юбилея на Роже Мила в знак на вярно приятелство с Роже Мила. В 223 мача във френския D1 той отбеляза 69 гола.

## Личен живот
Той е баща на бившия професионален играч на ФК Мец Даниел Боканде. Умира в Мец на 53-годишна възраст по време на операция.